# Anampses neoguinaicus
Anampses neoguinaicus Bleeker, 1878 è un pesce d'acqua salata appartenente alla famiglia Labridae.

## Habitat e Distribuzione
Si trova nelle  barriere coralline dell'oceano Pacifico occidentale. In particolare si trova nelle Isole Figi, Taiwan, Tonga e Nuova Caledonia. Nuota fino a 30 m di profondità in zone ricche di coralli, soprattutto attorno a Acropora.

## Descrizione
Il corpo è allungato e compresso lateralmente. Nei giovani la livrea è meno appariscente che negli adulti: il corpo è grigio con il dorso nero. Sull'opercolo, al termine della pinna dorsale e di quella anale sono presenti degli ocelli. La pinna anale è azzurra con una striscia nera. Gli adulti, invece, sono più colorati: il corpo è verdastro chiaro con il dorso blu. La testa è coperta da strisce rosse e di azzurre che partono dagli occhi rossi. La pinna caudale è rossa bordata di azzurro. Lungo tutto il corpo ci sono delle macchie sottili verticali più chiare. Non supera i 20 cm.

## Biologia

### Comportamento
Può formare piccoli gruppi.

### Alimentazione
Si nutre di invertebrati acquatici.

### Riproduzione
È un pesce oviparo e probabilmente ermafrodita; non ci sono cure nei confronti delle uova.

## Acquariofilia
Nonostante la colorazione appariscente degli adulti, questo pesce non è ancora molto comune negli acquari.

## Conservazione
Questa specie è classificata come "a rischio minimo" (LC) dalla lista rossa IUCN perché non è minacciata da particolari pericoli.